# Дуб Ивана Франко (Стрый)
Дуб Ивана Франко — ботанический памятник природы местного значения на Украине. Расположена в городе Стрый Львовской области, на улице Гайдамацкой, 15 (территория Высшего профессионального училища № 34).
Площадь 0,05 га. Статус присвоен в 1984 году. Находится в ведении ВПУ № 34.
Статус присвоен с целью сохранения векового дуба, посаженного в 1926 году в память об украинском поэте и писателе Иване Франко.

## Фотографии

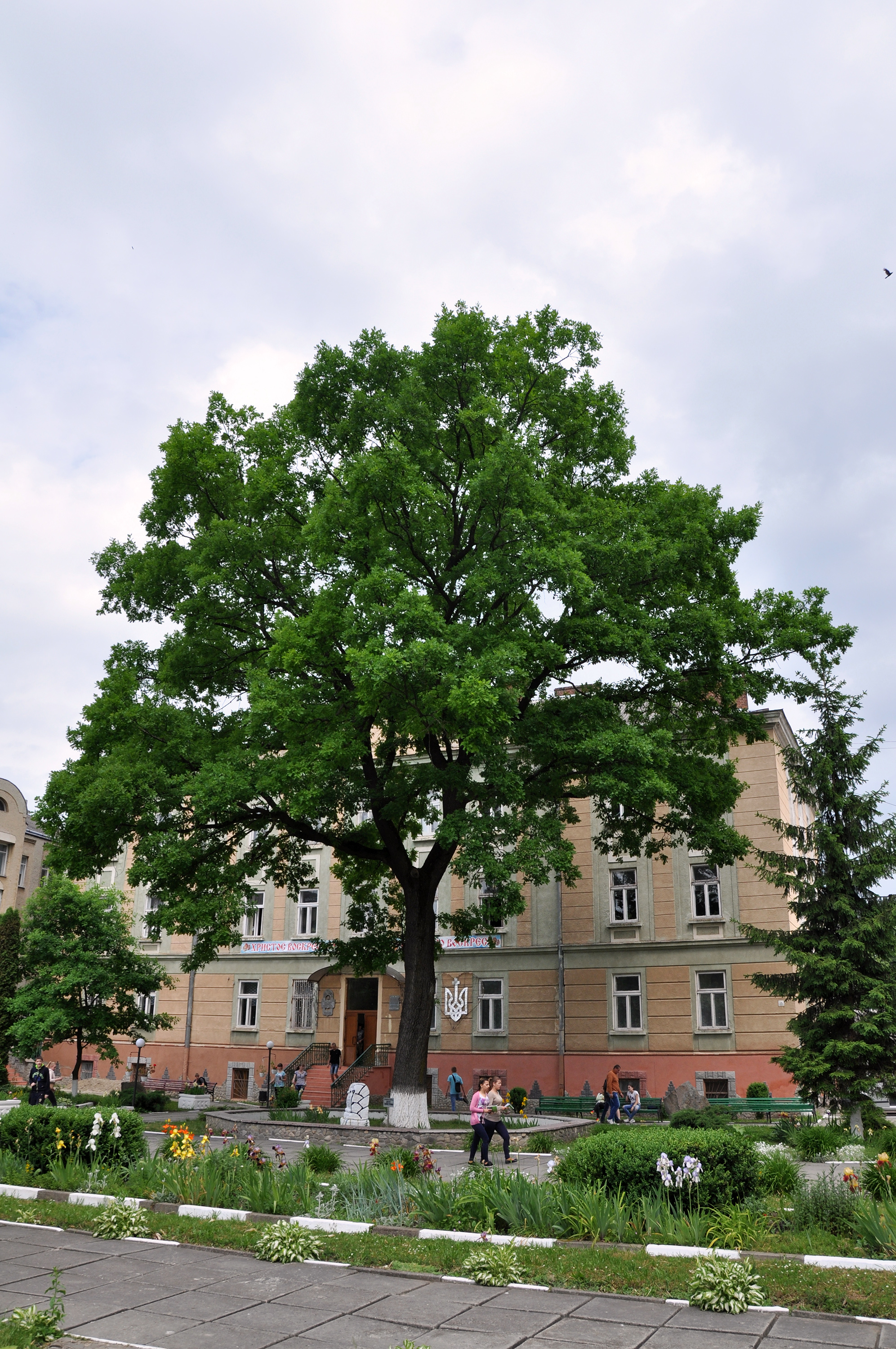
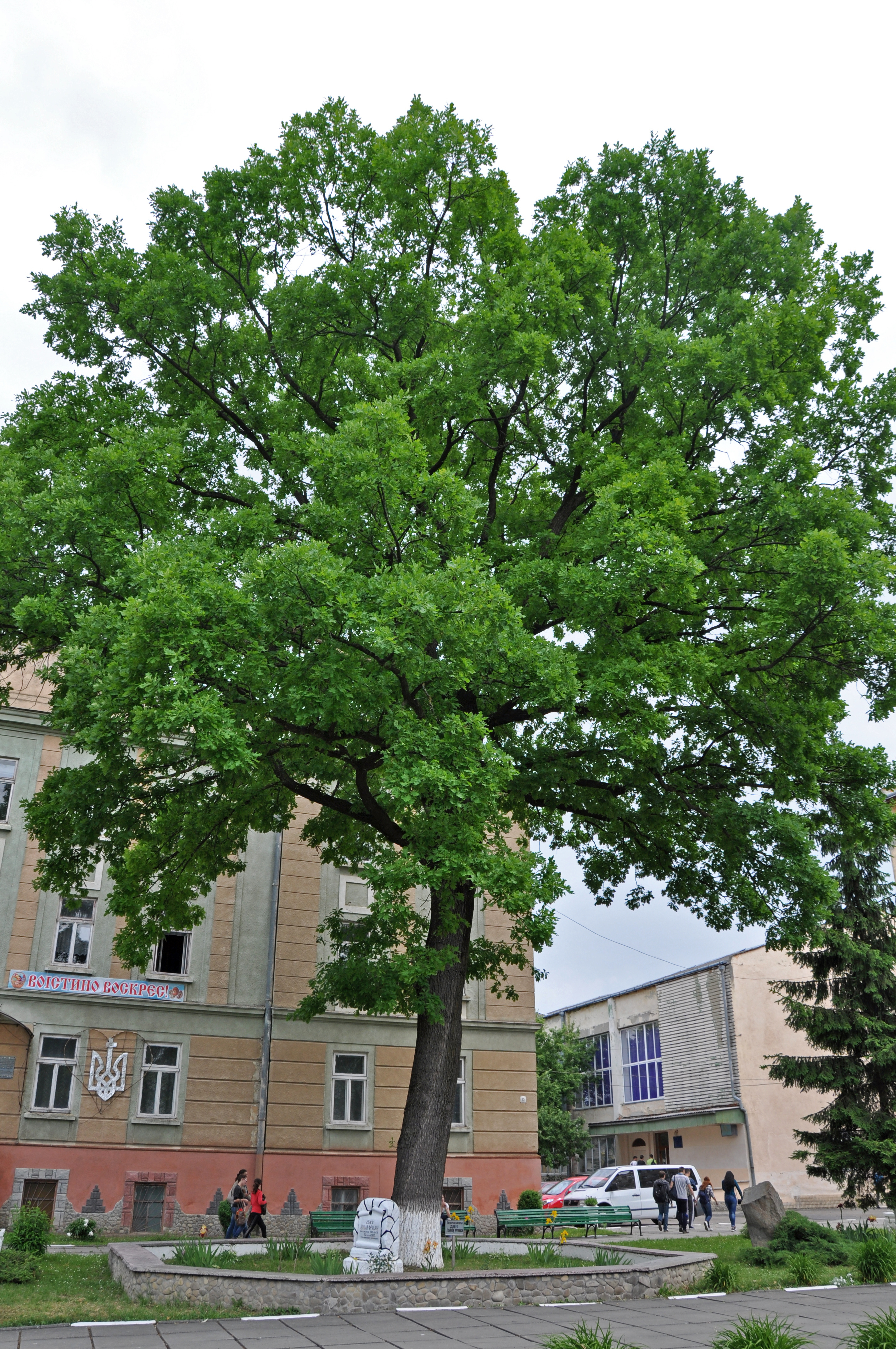